# Vysílač Hůrka
Vysílač Hůrka je asi 60 metrů vysoký vysílač, jehož vlastníkem je společnost O2. Kromě šíření mobilního signálu společností O2, T-Mobile a Vodafone, slouží od roku 2012 i k televiznímu vysílání Multiplexu 24, které zajišťuje společnost Digital Broadcasting.

## Polohopis
Vysílač se nachází na vrchu Hůrka ve Vítkovské vrchovině, nedaleko obce Hlubočec, přibližně 10 km jihovýchodně od Opavy.
Svým signálem pokrývá okresy Opava, Nový Jičín, východní část okresu Bruntál a částečně i ostravskou aglomeraci a příhraniční regiony Polska.

## Vysílané stanice

### Televize
Vysílač Hůrka šíří následující televizní vysílání:
|        | Multiplex    | Kanál | Kmitočet | Výkon (ERP) | Polarizace   |
| ------ | ------------ | ----- | -------- | ----------- | ------------ |
| DVB-T2 | Multiplex 24 | 45    | 666 MHz  | 40 kW       | horizontální |